# 仮面の米国
仮面の米国 （かめんのべいこく、I Am a Fugitive from a Chain Gang）は1932年に公開されたアメリカ映画。監督はマーヴィン・ルロイ。主演ポール・ムニ。この映画は好評な評価を得て3本のアカデミー賞にノミネートされた。

## キャスト

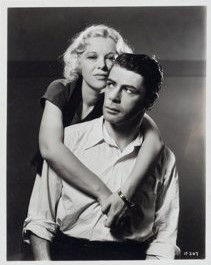
ポール・ムニとグレンダ・ファレルの「仮面の米国委員会」 （1932年）

ポール・ムニ
グレンダ・ファレル
ヘレン・ヴィンソン
ノエル・フランシス